# Krama dej
Krama dej är en sång skriven och komponerad av Bengt Palmers och Björn Skifs, och ursprungligen inspelad 1975 av Björn Skifs på albumet Schiffz.
Den spelades också in 1977 av Curt Görans på albumet Vår fjärde. och av Leif Hermansson på albumet Cara Mia samma år.
1977 spelades den även in i instrumental version dirigerad av Anders Berglund samma år på albumet. Vår fjärde.
1979 spelades sången in av Anita Skorgan på albumet med samma namn.

### Fotnoter
1. ↑  ”Schiffz”. Svensk mediedatabas. 27 februari 1975. http://smdb.kb.se/catalog/id/001885090. Läst 12 mars 2014.
2. ↑  ”Vår fjärde”. Svensk mediedatabas. 27 februari 1977. http://smdb.kb.se/catalog/id/001887808. Läst 12 mars 2014.
3. ↑  ”Cara Mia”. Svensk mediedatabas. 27 februari 1977. http://smdb.kb.se/catalog/id/001891777. Läst 12 mars 2014.
4. ↑  ”Obs! instrumentalt”. Svensk mediedatabas. 27 februari 1977. http://smdb.kb.se/catalog/id/001886030. Läst 12 mars 2014.
5. ↑  ”Krama dej”. Svensk mediedatabas. 27 februari 1979. http://smdb.kb.se/catalog/id/001471641. Läst 12 mars 2014.